# Loopia
Loopia är ett svenskt webbhotell tillika återförsäljare av domännamn. Företaget är en del av team.blue och finns representerat i Sverige, Norge och Serbien. Loopias huvudkontor finns i Västerås och företaget erbjuder webbhotell, domännamn, DNS, SSL, e-post, virtuella servrar, med mera.
Loopia är medlem av intresseföreningen Registrars.se som bildats av registrarer för den nationella toppdomänen .se och som har till syfte att bland annat verka för en hederlig och yrkesskicklig registrarkår som tillvaratar kundernas intressen.

## Historia
Loopia grundades år 1999 av Sam Nurmi. Företaget hette då NetConnect men bytte under 2000 namn till Loopia. År 2003 grundades dotterbolaget Loopia d.o.o och företagets tjänster lanserades i Serbien.
År 2005 köptes Loopia upp av det norska företaget Active 24. Ett år senare, 2006, blev Active 24, inklusive Loopia, uppköpta av det norska börsnoterade företaget Mamut. År 2011 blev Mamut, inklusive Loopia, i sin tur uppköpta av Visma och blev i samband med det en del av den norska Visma-koncernen.
År 2016 lanserades Loopias tjänster i Norge. och året därpå, 2017, förvärvade Loopia City Sites, webbhotellsdelen av City Network. Ett år senare, 2018, förvärvades Loopia av Axcel, ett danskt riskkapitalbolag. I samband med det blev Loopia AB en del av Loopia Group. År 2019 förvärvade Loopia Internetstiftelsens registrarverksamhet .SE Direkt samt Binero Groups webbhotellsverksamhet. I maj 2024 förvärvades Loopia Group i sin tur av team.blue. 

## Utmärkelser
Företaget tilldelades utmärkelsen Årets Servicedesk 2013 och 2017 av branschorganisationen Support Services Institute.